# HDMI

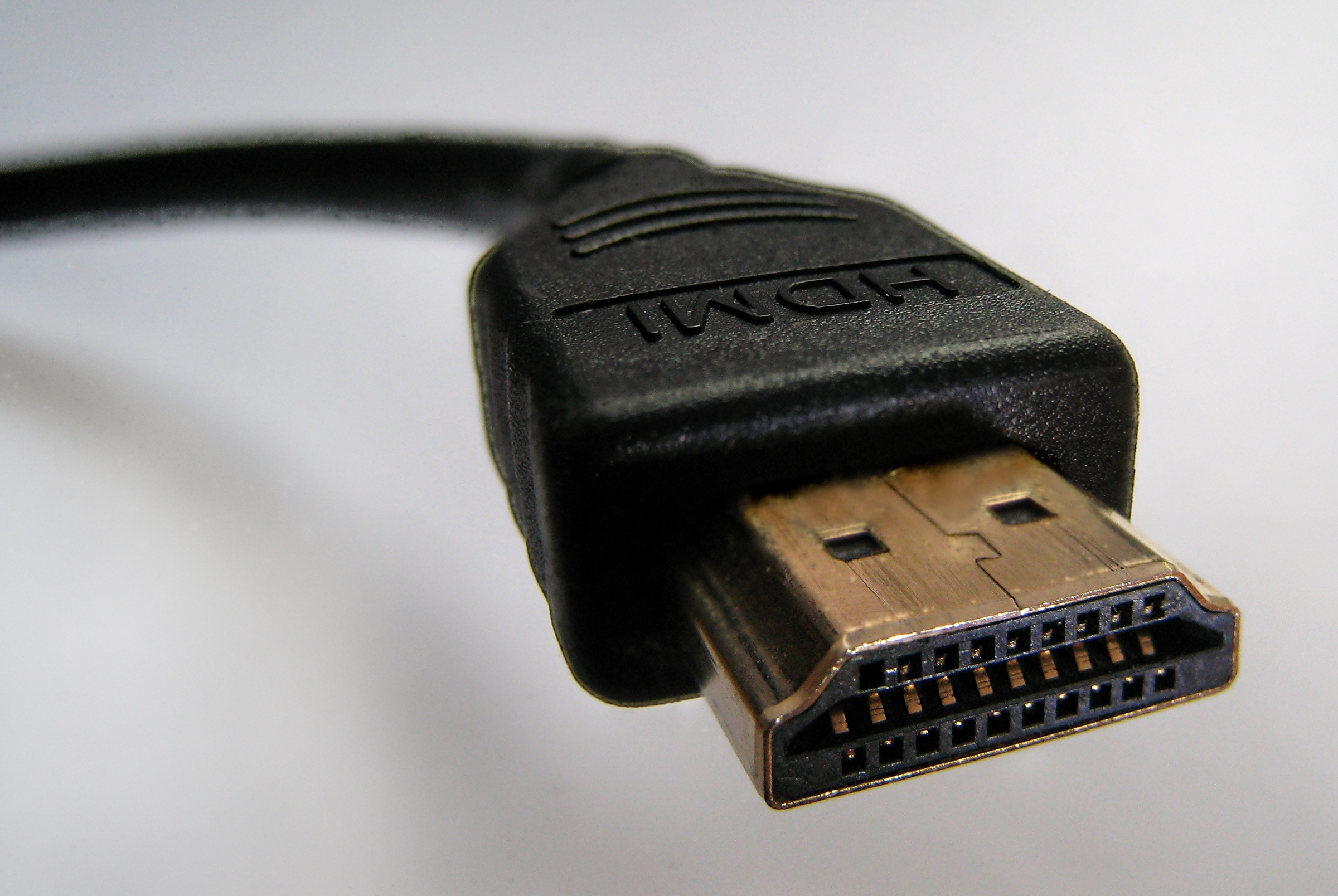
Đầu cắm HDMI

HDMI (là từ viết tắt của High-Definition Multimedia Interface hoặc Habitual Digital Multimedia Interface) là một giao diện âm thanh/video độc quyền để truyền dữ liệu video không nén và dữ liệu âm thanh kỹ thuật số được nén hoặc không nén từ thiết bị nguồn tuân thủ HDMI. Chẳng hạn như bộ điều khiển màn hình, tới màn hình máy tính tương thích, máy chiếu video, truyền hình kỹ thuật số hoặc thiết bị âm thanh kỹ thuật số. HDMI là sự thay thế kỹ thuật số cho các tiêu chuẩn video tương tự.
HDMI triển khai các tiêu chuẩn EIA/CEA-861, xác định các định dạng video và dạng sóng, truyền tải âm thanh LPCM nén và không nén, dữ liệu phụ trợ và triển khai VESA EDID.(p. III) Tín hiệu CEA-861 được truyền bởi HDMI tương thích về điện với các tín hiệu CEA-861 được dùng bởi Digital Visual Interface (DVI).Không cần chuyển đổi tín hiệu, cũng như không làm giảm chất lượng video khi sử dụng bộ chuyển đổi DVI sang HDM.(§C) Khả năng CEC (Consumer Electronics Control) cho phép các thiết bị HDMI điều khiển lẫn nhau khi cần thiết và cho phép người dùng để vận hành nhiều thiết bị bằng một thiết bị điều khiển từ xa cầm tay.(§6.3)
HDMI hỗ trợ tất cả các chuẩn hình ảnh tiêu chuẩn, tăng cường, hoặc độ nét cao, cũng như tín hiệu âm thanh đa kênh trên một dây cáp duy nhất. Nó truyền tải tín hiệu TV độ nét cao ATSC và hỗ trợ âm thanh KTS 8 kênh, với băng thông là 5 Gbps. HDMI có khả năng đáp ứng những đòi hỏi mở rộng băng thông trong tương lai.Vì HDMI được thiết kế cho những ứng dụng trong thiết bị gia đình, nên nó có khả năng hỗ trợ tốt cho nhu cầu của khách hàng dân dụng và trong các cơ quan xí nghiệp.
Một số phiên bản HDMI đã được phát triển và triển khai kể từ khi công nghệ này được phát hành lần đầu, nhưng tất cả đều sử dụng cùng một loại cáp và đầu nối. Ngoài việc cải thiện dung lượng âm thanh và video, hiệu suất, độ phân giải và không gian màu, các phiên bản mới hơn có các tính năng nâng cao tùy chọn như 3D, kết nối dữ liệu Ethernet và tiện ích mở rộng CEC (Consumer Electronics Control).
Việc sản xuất các sản phẩm HDMI tiêu dùng bắt đầu vào cuối năm 2003. Ở Châu Âu, DVI-HDCP hoặc HDMI được bao gồm trong đặc điểm kỹ thuật ghi nhãn HD sẵn sàng tại cửa hàng cho TV dành cho HDTV, được xây dựng bởi EICTA với SES Astra năm 2005. HDMI bắt đầu xuất hiện trên HDTV tiêu dùng vào năm 2004 và máy quay phim kết hợp vào năm 2006.. Tính đến  ngày 6 tháng 1 năm 2015 (mười hai năm sau khi phát hành đặc điểm kỹ thuật HDMI đầu tiên), hơn 4 tỷ thiết bị HDMI đã được bán.

## Lịch sử
Các nhà sáng lập HDMI là Hitachi, Panasonic, Philips, Silicon Image, Sony, Thomson, RCA, và Toshiba. Digital Content Protection, LLC cung cấp HDCP (được phát triển bởi Intel) cho HDMI. HDMI có sự hỗ trợ của các nhà sản xuất phim hoạt hình Fox, Universal, Warner Bros. và Disney, cùng với các nhà khai thác hệ thống DirecTV, EchoStar (Dish Network) và CableLabs.
Những người sáng lập HDMI bắt đầu phát triển HDMI 1.0 vào ngày 16 tháng 4 năm 2002, với mục tiêu tạo ra một đầu nối AV tương thích ngược với DVI. Vào thời gian đó, DVI-HDCP (DVI với HDCP) và DVI-HDTV (DVI-HDCP dùng chuẩn video CEA-861-B) đang được sử dụng trên HDTV. HDMI 1.0 được thiết kế để cải thiện trên DVI-HDTV bằng cách sử dụng đầu nối nhỏ hơn và bổ sung khả năng âm thanh và nâng cao khả năng YCbCr và các chức năng điều khiển điện tử tiêu dùng.
Authorized Testing Center (ATC) đầu tiên chuyên kiểm tra các sản phẩm,được Silicon Image khai trương vào ngày 23 tháng 6 năm 2003 tại California, Mỹ. ATC đầu tiên tại Nhật Bản được mở bởi Panasonic khai trương vào ngày 1 tháng 5 năm 2004, tại Osaka. ATC đầu tiên ở Châu Âu được Philips khai trương vào ngày 25 tháng 5 năm 2005, tại Caen, Pháp. ATC đầu tiên ở Trung Quốc được Silicon Image khai trương vào ngày 21 tháng 11 năm 2005, tại Thâm Quyến. ATC đầu tiên tại Ấn Độ được Philips khai trương vào ngày 12 tháng 6 năm 2008, tại Bangalore. Trang web HDMI chứa danh sách tất cả các ATC.
Theo In-Stat, số lượng thiết bị HDMI được bán ra là 5 triệu vào năm 2004,17, 4 triệu vào năm 2005, 63 triệu vào năm 2006 và 143 triệu vào năm 2007. HDMI đã trở thành tiêu chuẩn thực tế cho HDTV và theo In-Stat, khoảng 90% TV kỹ thuật số trong năm 2007 có HDMI. In-Stat đã ước tính rằng 229 triệu thiết bị HDMI đã được bán trong năm 2008. Ngày 8 tháng 4 năm 2008, có hơn 850 công ty điện tử tiêu dùng và PC đã áp dụng đặc điểm kỹ thuật HDMI (HDMI adopters). Ngày 7 tháng 1 năm 2009, HDMI Licensing, LLC thông báo rằng HDMI đã đạt được số lượng cài đặt trên 600 triệu thiết bị HDMI. In-Stat đã ước tính rằng 394 triệu thiết bị HDMI sẽ được bán trong năm 2009 và tất cả các TV kỹ thuật số vào cuối năm 2009 sẽ có ít nhất một đầu vào HDMI.
Ngày 28 tháng 1 năm 2008, In-Stat báo cáo rằng các lô hàng HDMI dự kiến sẽ vượt quá DVI trong năm 2008, chủ yếu do thị trường điện tử tiêu dùng thúc đẩy.
Năm 2008, PC Magazine trao Giải thưởng Xuất sắc về Kỹ thuật trong hạng mục Rạp hát tại nhà cho "sự đổi mới đã thay đổi thế giới" cho phần CEC của đặc tả kỹ thuật HDMI. Mười công ty đã được Viện Hàn lâm Khoa học và Nghệ thuật Truyền hình Quốc gia trao Giải Emmy về Công nghệ và Kỹ thuật cho sự phát triển của HDMI vào ngày 7 tháng 1 năm 2009.
Ngày 25 tháng 10 năm 2011, HDMI Forum được thành lập bởi những người sáng lập HDMI nhằm tạo ra một tổ chức mở để các công ty quan tâm có thể tham gia vào quá trình phát triển đặc tả HDMI. Tất cả các thành viên của HDMI Forum đều có quyền biểu quyết ngang nhau, có thể tham gia vào Technical Working Group, và nếu được bầu có thể nằm trong Hội đồng quản trị. Không có giới hạn về số lượng công ty được phép tham gia HDMI Forum mặc dù các công ty phải trả phí hàng năm là 15.000 đô la Mỹ với một khoản phí hàng năm bổ sung là 5.000 đô la cho những công ty tham gia trong Hội đồng quản trị. Hội đồng quản trị bao gồm 11 công ty được bầu chọn 2 năm một lần bằng cuộc bỏ phiếu chung của các thành viên HDMI Forum. Tất cả sự phát triển trong tương lai của thông số kỹ thuật HDMI diễn ra trong HDMI Forum và được xây dựng dựa trên thông số kỹ thuật HDMI 1.4b. Cũng cùng ngày HDMI Licensing, LLC thông báo rằng đã có hơn 1.100 HDMI adopters và hơn 2 tỷ sản phẩm hỗ trợ HDMI đã được xuất xưởng kể từ khi ra mắt tiêu chuẩn HDMI. Từ ngày 25 tháng 10 năm 2011, tất cả việc phát triển thông số kỹ thuật HDMI trở thành trách nhiệm của HDMI Forum mới được thành lập.
Ngày 8 tháng 1 năm 2013, HDMI Licensing, LLC đã thông báo rằng đã có hơn 1.300 HDMI adopters và hơn 3 tỷ thiết bị HDMI đã được xuất xưởng kể từ khi ra mắt tiêu chuẩn HDMI. Ngày này cũng đánh dấu kỷ niệm 10 năm phát hành thông số kỹ thuật HDMI đầu tiên.

## Đặc tả
Đặc tả HDMI định nghĩa giao thức, tín hiệu, giao tiếp điện và yêu cầu cơ khí của chuẩn.(p. V) Tốc độ xung nhịp điểm ảnh tối đa cho HDMI 1.0 là 165 MHz, đủ để cho phép 1080p và WUXGA (1920×1200) tại 60 Hz. HDMI 1.3 tăng lên 340 MHz, cho phép độ phân giải cao hơn (chẳng hạn như WQXGA, 2560×1600) trên một liên kết kỹ thuật số duy nhất. Kết nối HDMI có thể là liên kết đơn (loại A/C/D) hoặc liên kết kép (loại B) và có thể có tốc độ pixel video từ 25 MHz đến 340 MHz (đối với kết nối liên kết đơn) hoặc 25 MHz để 680 MHz (đối với kết nối liên kết kép). Các định dạng video có tốc độ dưới 25 MHz (ví dụ: 13,5 MHz cho 480i / NTSC) được truyền bằng cách sử dụng sơ đồ lặp lại pixel.

### Audio/video
HDMI sử dụng các tiêu chuẩn 861 của Consumer Electronics Association/Electronic Industries Alliance. HDMI 1.0 đến HDMI 1.2asử dụng tiêu chuẩn video EIA/CEA-861-B, HDMI 1.3 sử dụng tiêu chuẩn video CEA-861-D, và HDMI 1.4 sử dụng tiêu chuẩn video CEA-861-E.(p. III) Tài liệu CEA-861-E xác định "định dạng video và dạng sóng; đo màu và lượng hóa; vận chuyển âm thanh LPCM nén và không nén; vận chuyển dữ liệu phụ trợ; và triển khai Video Electronics Standards Association (VESA) Enhanced Extended Display Identification Data Standard (E-EDID)". Ngày 15 tháng 7 năm 2013, CEA đã công bố xuất bản CEA-861-F, một tiêu chuẩn có thể được sử dụng bởi các giao diện như DVI, HDMI, và LVDS. CEA-861-F bổ sung khả năng truyền một số định dạng video Ultra HD và không gian màu bổ sung..
Để đảm bảo khả năng tương thích cơ bản giữa các nguồn và màn hình HDMI khác nhau (cũng như khả năng tương thích ngược với tiêu chuẩn DVI tương thích về điện), tất cả các thiết bị HDMI phải triển khai không gian màu sRGB ở 8 bits cho mỗi thành phần.(§6.2.3) Khả năng sử dụng không gian màu Y′CBCR và độ sâu màu cao hơn ("deep color") là một tuỳ chọn. HDMI cho phép lấy mẫu phụ sắc độ sRGB 4:4:4 (8–16 bits trên một thành phần), lấy mẫu phụ sắc độ xvYCC 4:4:4 (8–16 bits trên một thành phần), lấy mẫu phụ sắc độ Y′CBCR 4:4:4 (8–16 bits trên một thành phần), lấy mẫu phụ sắc độ Y′CBCR 4:2:2 (8–12 bits trên một thành phần). Các không gian màu có thể được sử dụng bởi HDMI là ITU-R BT.601, ITU-R BT.709-5 và IEC 61966-2-4.(§§6.5,6.7.2)
Đối với âm thanh kỹ thuật số, nếu thiết bị HDMI có âm thanh, nó bắt buộc phải triển khai định dạng cơ sở: PCM stereo (không nén). Các định dạng khác là tùy chọn, với HDMI cho phép lên đến 8 kênh âm thanh không nén ở các kích thước mẫu 16 bit, 20 bit và 24 bit, với tốc độ lấy mẫu là 32 kHz, 44.1 kHz, 48 kHz, 88.2 kHz, 96 kHz, 176.4 kHz và 192 kHz.(§7) HDMI cũng mang bất kỳ luồng âm thanh nén nào tuân theo tiêu chuẩn IEC 61937, chẳng hạn như Dolby Digital và DTS.

### Kênh thông tin liên lạc
HDMI có ba kênh giao tiếp vật lý riêng biệt, đó là DDC, TMDS tùy chọn CEC.(§8.1) HDMI 1.4 được bổ sung ARC và HEC.

### Đầu nối

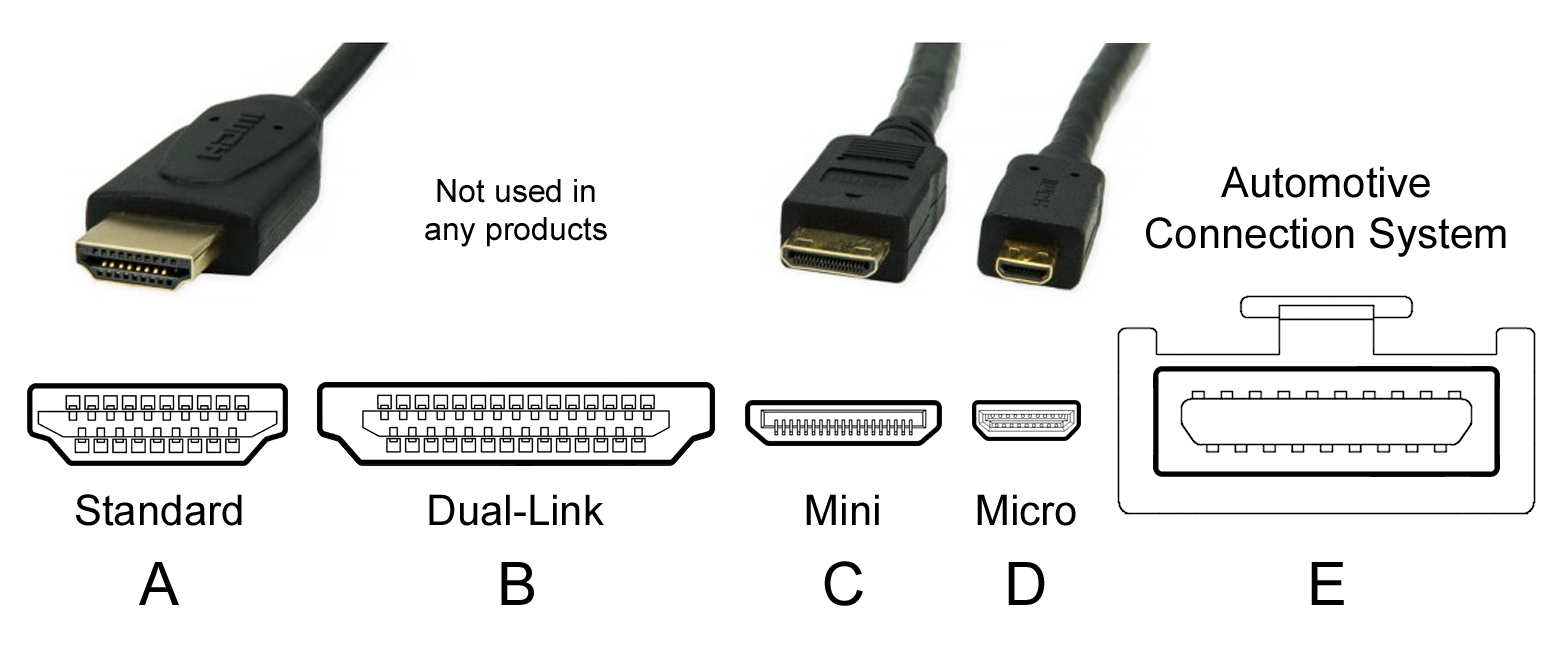
Các chuẩn kết nối HDMI

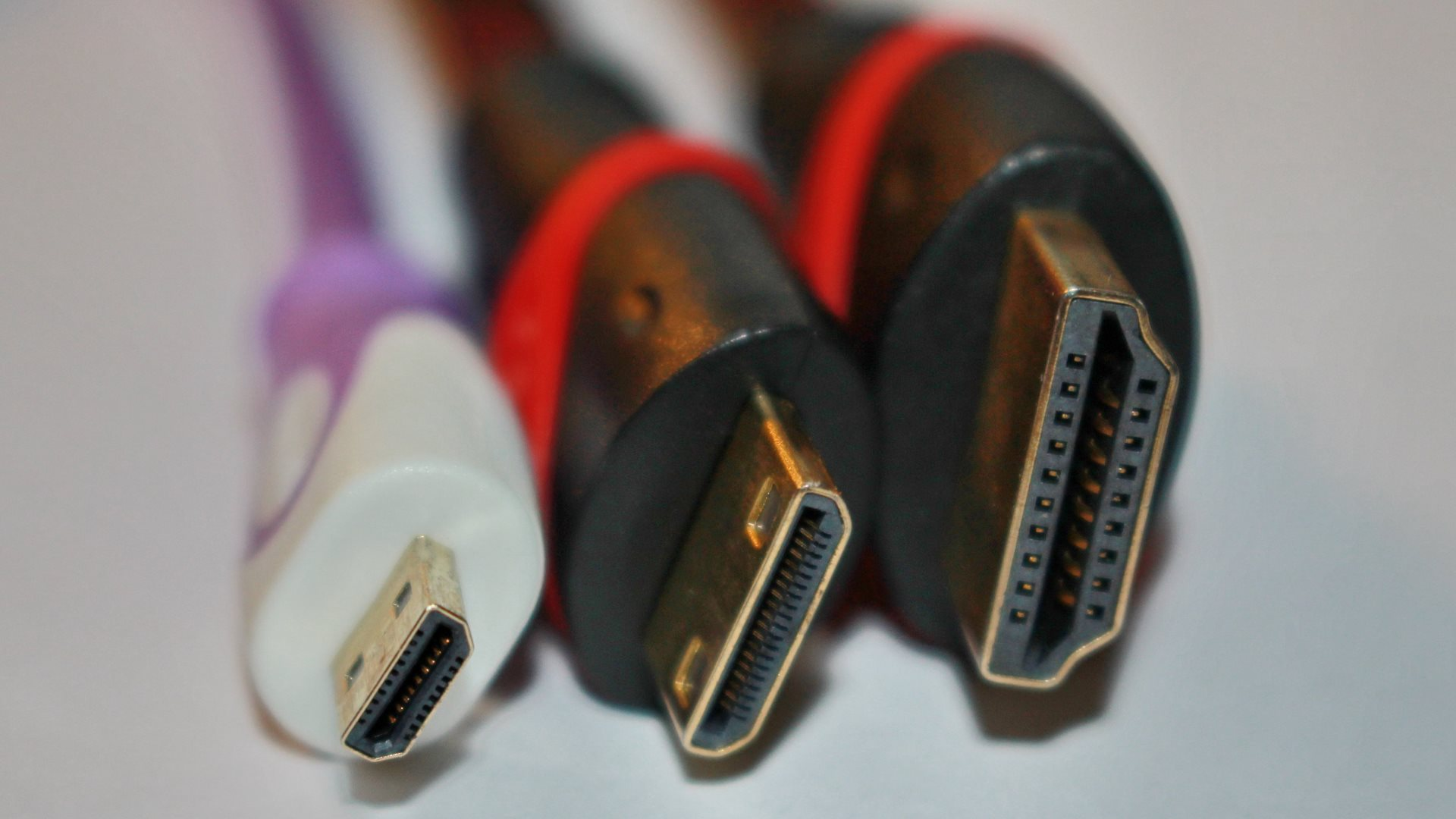
Giắc cắm đầu nối HDMI (đực): Loại D (Micro), Loại C (Mini) và Loại A

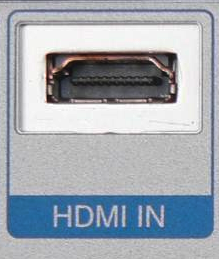
Ổ cắm HDMI type A

Có năm loại đầu nối HDMI. Type A/B được định nghĩa trong đặc tả HDMI 1.0, type C được định nghĩa trong đặc tả HDMI 1.3, và type D/E được định nghĩa trong đặc tả HDMI 1.4.

Type AKích thước bên ngoài của giắc cắm (đực) là 13.9 mm × 4.45 mm, và kích thước bên trong của ổ cắm (cái) là 14 mm × 4.55 mm.(§4.1.9.2) Có 19 chân, với băng thông để mang tất cả chế độ SDTV, EDTV, HDTV, UHD, và 4K.(§6.3) Nó tương thích điện với DVI-D một liên kết.(§4.1.3)
Type BĐầu nối này có kích thước 21.2 mm × 4.45 mm và có 29 chân, mang sáu cặp vi sai thay vì ba cặp, để sử dụng với màn hình có độ phân giải rất cao như WQUXGA (3840×2400). Nó tương thích điện với DVI-D liên kết kép, nhưng chưa được sử dụng trong bất kỳ sản phẩm nào. Với sự ra đời của HDMI 1.3, băng thông tối đa của HDMI liên kết đơn đã vượt quá băng thông của DVI-D liên kết kép. Đối với HDMI 1.4, tần số giao nhau của tốc độ xung nhịp pixel từ liên kết đơn sang liên kết kép chưa được xác định.(§§4.1.3,4.1.9.4)
Type CĐầu nối Mini này nhỏ hơn giắc cắm Type A, có kích thước10.42 mm × 2.42 mm nhưng có cùng cấu hình 19 chân.(§§4.1.9.4,4.1.9.6) Nó dành cho các thiết bị di động.(§4.1.1) Sự khác biệt là tất cả các tín hiệu tích cực của các cặp vi sai được hoán đổi với lá chắn tương ứng của chúng, DDC/CEC Ground được gán cho chân 13 thay vì chân 17, CECđược gán đến chân 14 thay vì chân 13 và chân dành riêng là 17 thay vì chân 14.(§4.1.10.5) Đầu nối Mini loại C có thể được kết nối với đầu nối loại A bằng cáp loại A đến loại C.(§4.1.1)
Type DĐầu nối Micro này thu nhỏ kích thước đầu nối giống như đầu nối micro-USB, chỉ có kích thước 5,83 mm × 2,20 mm(fig. 4.1.9.8)Để so sánh, đầu nối micro-USB là 6,85 mm × 1,8 mm và USB Loại A đầu nối là 11,5 mm × 4,5 mm. Nó giữ 19 chân tiêu chuẩn của loại A và C, nhưng việc gán chân khác với cả hai.
Type EAutomotive Connection System có một mấu khóa để giữ cho cáp không bị rung và một lớp vỏ giúp chống ẩm và bụi bẩn làm nhiễu tín hiệu. Một đầu nối rơ le có sẵn để kết nối cáp tiêu dùng tiêu chuẩn với kiểu ô tô.
Chế độ thay thế HDMI cho phép người dùng kết nối đầu nối USB-C có thể đảo ngược với các thiết bị nguồn HDMI (di động, máy tính bảng, máy tính xách tay). Cáp này kết nối với thiết bị hiển thị video / thiết bị chìm bằng bất kỳ đầu nối HDMI gốc nào. Đây là cáp HDMI, trong trường hợp này là cáp USB-C sang HDMI.

### Dây cáp

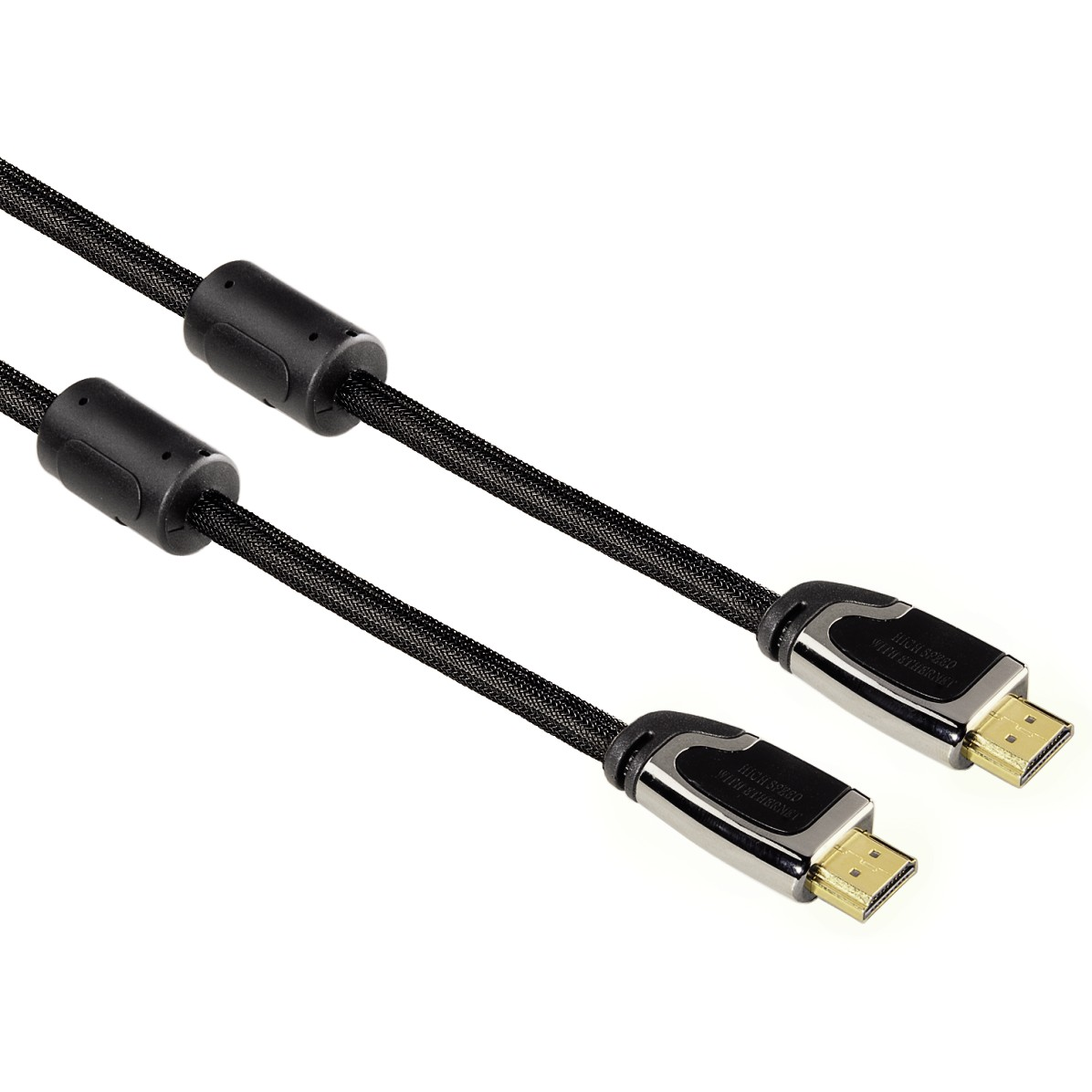
Một sợi cáp HDMI tiêu chuẩn

### Cấp phép
Đặc tả HDMI không phải là một tiêu chuẩn mở; nhà sản xuất cần được HDMI LLC cấp phép để triển khai HDMI trong bất kỳ sản phẩm hoặc thành phần nào. Các công ty được cấp phép bởi HDMI LLC được gọi là HDMI Adopters.

#### HDMI Adopters
Trong khi các phiên bản trước của đặc tả kỹ thuật HDMI có sẵn để công chúng tải xuống, chỉ những Adopters mới có quyền truy cập vào các tiêu chuẩn mới nhất (HDMI 1.4/1.4a/2).
- Chỉ Adopters mới có quyền truy cập vào Compliance Test Specification (CTS) được sử dụng để tuân thủ và chứng nhận

Điều này là bắt buộc trước khi bất kỳ sản phẩm HDMI nào có thể được bán hợp pháp.
- Adopters có quyền IP
- Adopters nhận được quyền sử dụng logo và TM HDMI trên các sản phẩm và tài liệu tiếp thị của họ
- Adopters được liệt kê trên trang web HDMI
- Các sản phẩm từ Adopters được liệt kê và tiếp thị trong cơ sở dữ liệu chính thức của công cụ tìm kiếm sản phẩm HDMI
- Adopters nhận được nhiều tiếp xúc hơn thông qua tiếp thị kết hợp, chẳng hạn như HDMI Developers Conference hàng năm và hội thảo công nghệ.

#### Cơ cấu phí HDMI
Có 2 cấu trúc phí hàng năm liên quan đến việc trở thành HDMI Adopter:
- High-volume (nhiều hơn 10.000 đơn vị) HDMI Adopter Agreement –  US$10.000/năm[54]
- Low-volume (10.000 đơn vị hoặc ít hơn) HDMI Adopter Agreement –  US$5.000/năm+ phí quản lý cố định 1 đô la Mỹ/đơn vị[54]

Phí hàng năm sẽ đến hạn khi thực hiện Adopter Agreement, và phải được thanh toán vào ngày kỷ niệm ngày này hàng năm sau đó.
Cơ cấu phí bản quyền giống nhau đối với tất cả các tập. Tiền bản quyền biến đổi trên mỗi đơn vị sau đây dựa trên thiết bị và không phụ thuộc vào số lượng cổng, chip hoặc đầu nối:
- US$0.15 –  cho mỗi sản phẩm được cấp phép cho người dùng cuối[54]
- US$0.05 –  nếu logo HDMI được sử dụng trên sản phẩm và tài liệu quảng cáo, phí cho mỗi đơn vị giảm từ US$0,15 xuống US$0,05.[54]
- US$0.04 –  nếu HDCP được triển khai và sử dụng logo HDMI, phí trên mỗi đơn vị giảm từ US$ 0,05 xuống US$ 0,04[54]

Việc sử dụng logo HDMI yêu cầu kiểm tra tuân thủ. Adopters phải cấp phép HDCP riêng.
Tiền bản quyền HDMI chỉ phải trả đối với Sản phẩm được cấp phép sẽ được bán độc lập (tức là không được kết hợp vào Sản phẩm được cấp phép khác phải chịu tiền bản quyền HDMI). Ví dụ: nếu một cáp hoặc vi mạch được bán cho Adopter người sau đó đưa nó vào tivi phải trả tiền bản quyền, thì nhà sản xuất cáp hoặc vi mạch sẽ không trả tiền bản quyền và nhà sản xuất tivi sẽ trả tiền bản quyền cho sản phẩm cuối cùng. Nếu cáp được bán trực tiếp cho người tiêu dùng, thì cáp sẽ phải chịu tiền bản quyền.